# Bonjour Monsieur Gauguin
Bonjour Monsieur Gauguin est un tableau réalisé par le peintre français Paul Gauguin durant son séjour au Pouldu, en Bretagne, pendant l'automne 1889. Cette huile sur toile est une scène de genre qui représente la rencontre de l'artiste avec une paysanne autour d'un portail en bois à la campagne. Il s'agit d'un hommage à Gustave Courbet, qui en 1855 a lui-même signé un autoportrait intitulé Bonjour Monsieur Courbet, que Gauguin a vu au musée Fabre de Montpellier, en compagnie de Vincent van Gogh.
L'œuvre est conservée par la galerie nationale de Prague au Veletržní palác, à Prague, en Tchéquie. Une première version moins aboutie existe au musée Hammer, à Los Angeles, aux États-Unis. Celle-ci servait autrefois de décoration à une porte de la salle à manger de l'auberge de Marie Henry, au Pouldu.

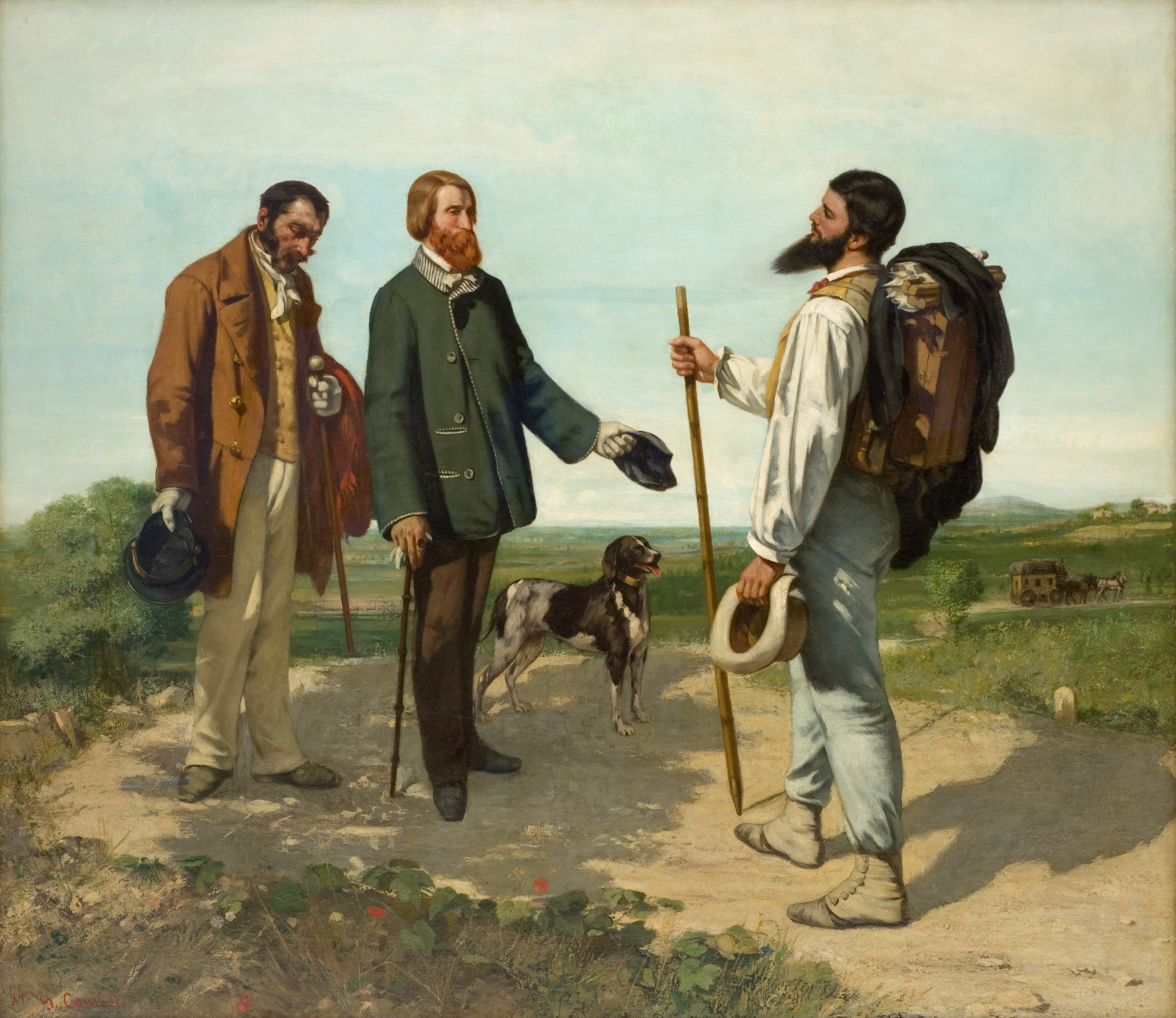
Gustave Courbet, Bonjour Monsieur Courbet, 1855 – Musée Fabre, Montpellier.
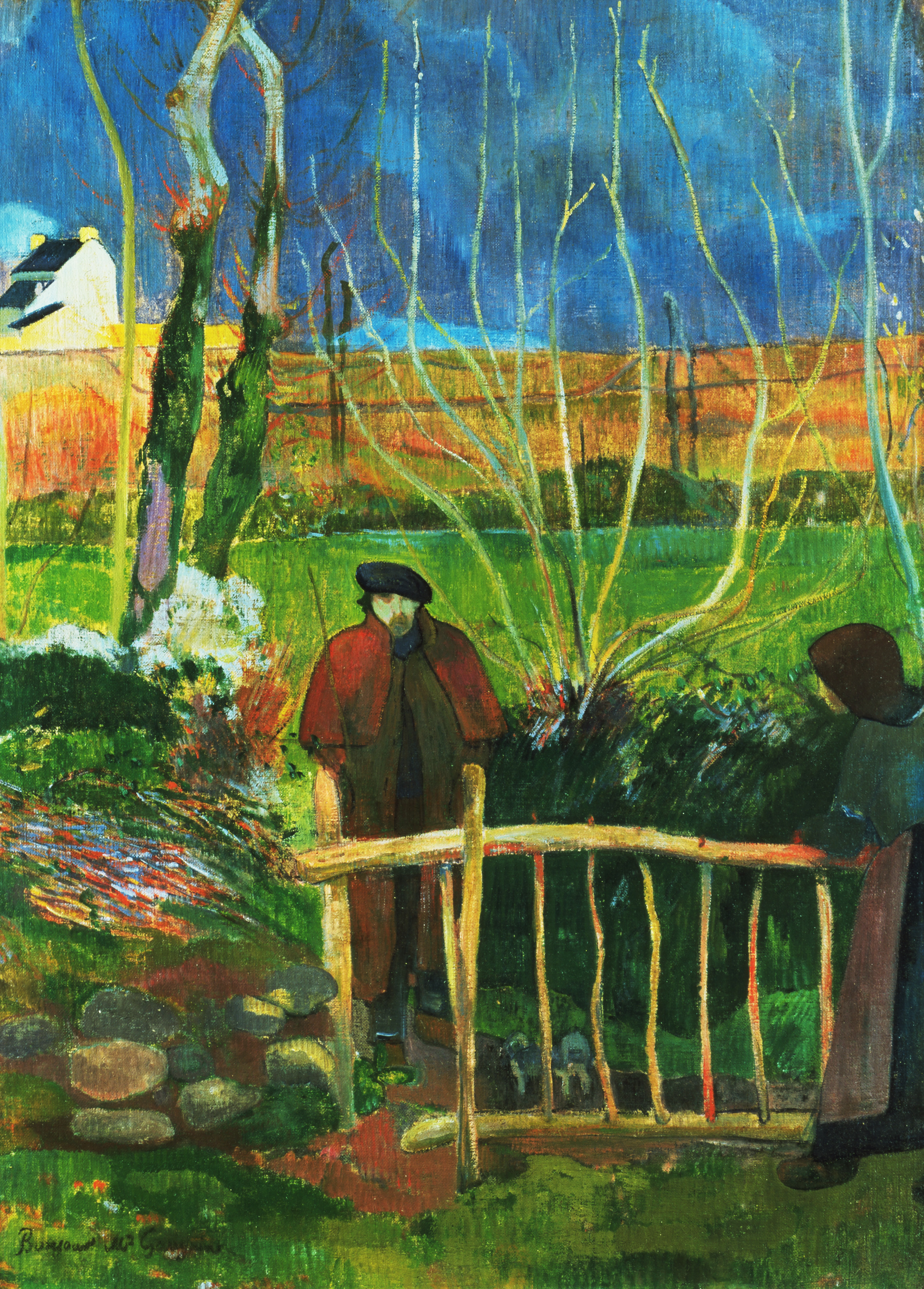
Paul Gauguin, Bonjour Monsieur Gauguin, 1889 – Musée Hammer, Los Angeles.

## Postérité
La peinture peut être rapprochée de plusieurs tableaux de Paul Sérusier réalisés la même année ou par la suite, ainsi La Barrière fleurie de 1889 et L'Adieu à Gauguin de 1906.

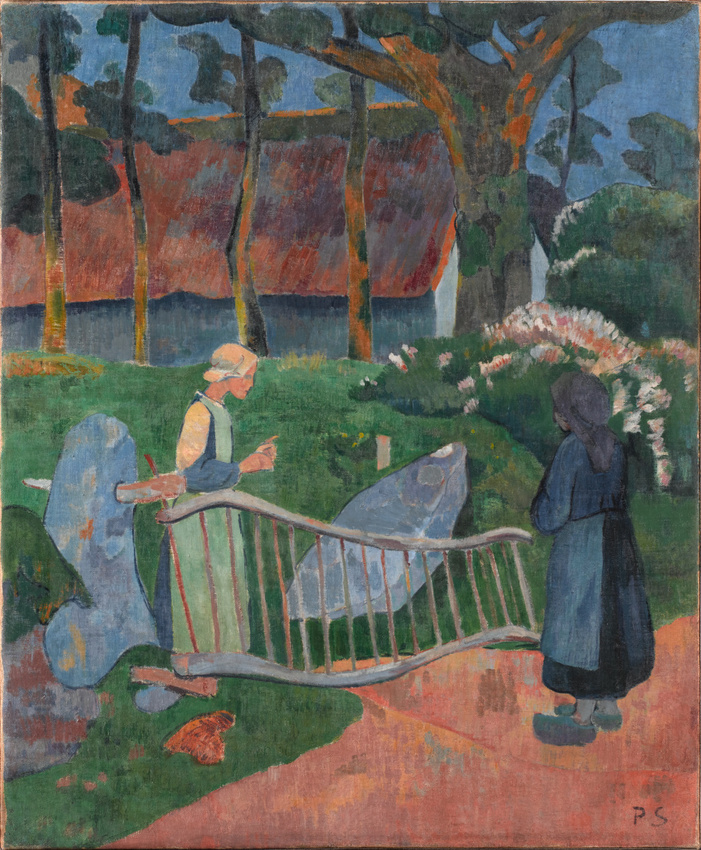
Paul Sérusier, La Barrière fleurie, 1889 – Musée d'Orsay, Paris.
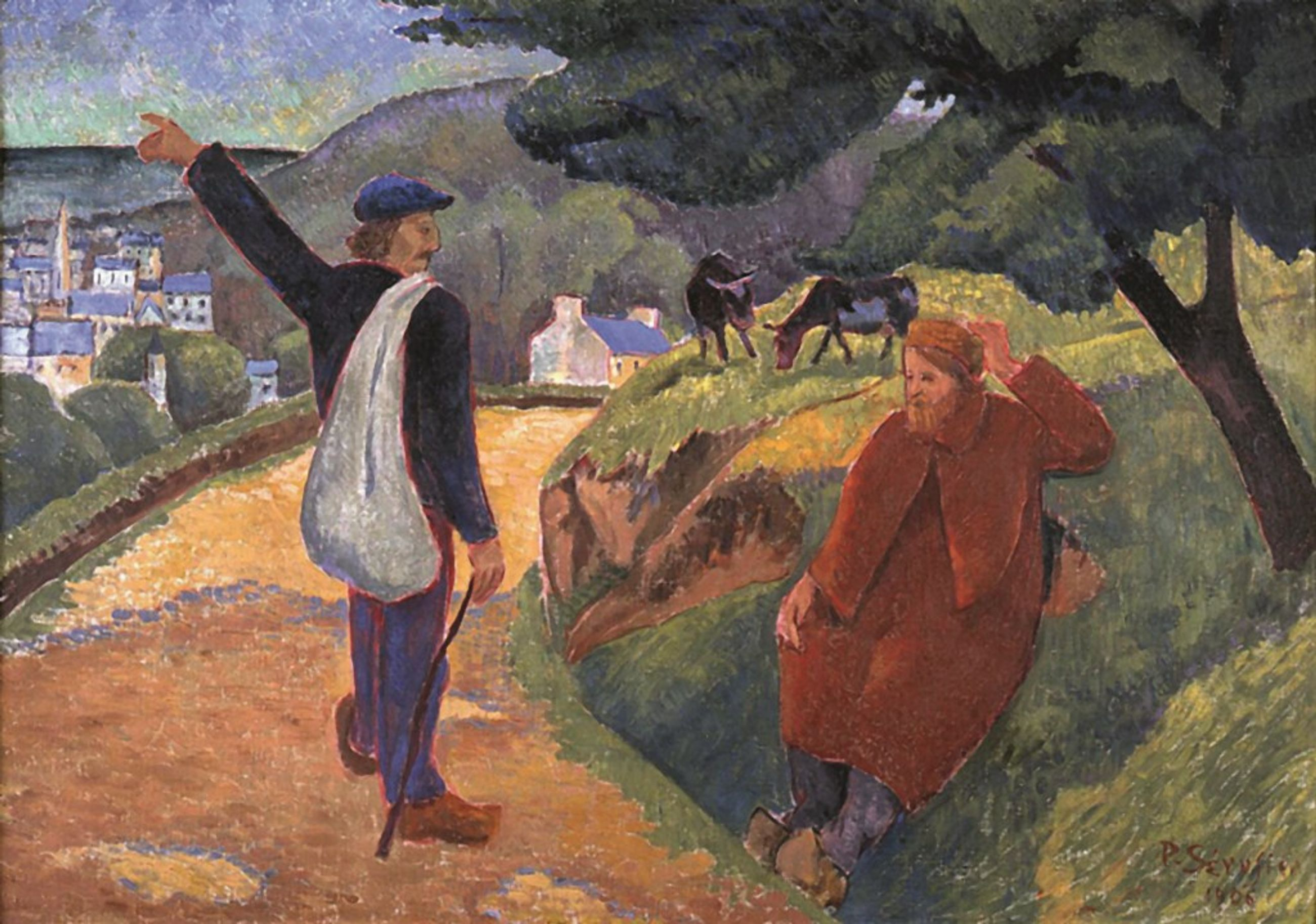
Paul Sérusier, L'Adieu à Gauguin, 1906 – Musée des Beaux-Arts de Quimper, Quimper.